# رودريغو كورديرو
رودريغو كورديرو (بالإسبانية: Rodrigo Cordero)‏ (مواليد 4 ديسمبر 1973) هو لاعب كرة قدم. يلعب مع منتخب كوستاريكا لكرة القدم. سبق له أن لعب في كأس العالم لكرة القدم مع منتخب بلاده.

## روابط خارجية
- رودريغو كورديرو على موقع الاتحاد الدولي (مؤرشف)  (الإنجليزية)
- رودريغو كورديرو على موقع قاعدة بيانات كرة القدم.إي يو (الإنجليزية)
- رودريغو كورديرو على موقع ناشيونال فوتبول تيمز (الإنجليزية)